# Аньєр-сюр-Сен Північний
Аньє́р-сюр-Сен Півні́чний (фр. Asnières-sur-Seine-Nord) — кантон у Франції, в департаменті О-де-Сен регіону Іль-де-Франс.

## Склад кантону
Кантон включає в себе 1 муніципалітет:
| Муніципалітет  | Площа | Населення, осіб | Рік  |
| -------------- | ----- | --------------- | ---- |
| Аньєр-сюр-Сен* | -     | 43453           | 1999 |

* — лише північна частина міста Аньєр-сюр-Сен